# Fuirena tuwensis
Fuirena tuwensis är en halvgräsart som beskrevs av M.B.Deshp. och M.B. Shah. Fuirena tuwensis ingår i släktet Fuirena och familjen halvgräs. IUCN kategoriserar arten globalt som livskraftig. Inga underarter finns listade i Catalogue of Life.